# Bryum alexandri
Bryum alexandri är en bladmossart som beskrevs av Philibert 1900. Bryum alexandri ingår i släktet bryummossor, och familjen Bryaceae. Inga underarter finns listade i Catalogue of Life.